# Relations entre le Canada et le Japon
Les Relations entre le Canada et le Japon désignent les relations internationales entre le Canada et le Japon. Les deux pays jouissent d'une entente amicale dans beaucoup de secteurs ; Les relations diplomatiques entre les deux pays ont officiellement débuté en 1950 par l'ouverture du consulat japonais à Ottawa. En 1929, le Canada a ouvert sa légation à Tokyo, la première en Asie ; et la même année, le consulat du Japon à Ottawa a formé une légation.
Créée en 1929, la mission du Canada au Japon est la plus ancienne mission du Canada en Asie et la troisième mission non-Commonwealth la plus ancienne après celles des États-Unis et de la France. Le Canada a une ambassade à Tokyo et un consulat à Nagoya. Le Japon a une ambassade à Ottawa et quatre consulats généraux - à Calgary, à Montréal, à Toronto et à Vancouver. Les deux pays sont membres à part entière du G8, de l'OCDE et de l'APEC.

## Histoire

### Premiers contacts
Quelques contacts entre le Canada et le Japon précèdent les établissements mutuels des légations permanentes. Le premier japonais connu à immigrer au Canada, Nagano Manzo, débarqua à New Westminster en Colombie-Britannique en 1877.
Les missionnaires canadiens au Japon au cours de l'ère Meiji ont contribué à la modernisation et à l'occidentalisation du système éducatif japonais, en établissant en matière scolaire la philosophie occidentale traditionnelle. Le Canadien G.G. Cochran a contribué à la création de l'université Doshisha à Kyoto, et Davidson McDonald à celle d'Aoyama Gakuin à Tokyo.
En 1887, la route maritime entre Yokohama et Vancouver a été ouverte, des navires du Canadien Pacifique faisant des liaisons régulières. L'un d'entre eux, le RMS Impératrice d'Australie, et son capitaine, Samuel Robinson, a acquis une renommée internationale en raison de ses efforts de sauvetage entrepris après le grand tremblement de terre de Kanto de 1923.
De 1904 à 1905, Herbert Cyrille Thacker de l'artillerie royale de Canada, a servi comme attaché militaire de l'armée japonaise pendant la guerre russo-japonaise. Il a reçu l'Ordre du Trésor sacré, troisième classe par le gouvernement japonais pour ses services pendant cette guerre. Il a également reçu la Médaille de guerre japonaise.

### Ouverture des missions diplomatiques
La légation que le Canada a ouverte à Tokyo en 1929 était la troisième du non-Commonwealth après celles de Washington et de Paris. Ce fait souligne l'importance exceptionnelle du Japon pour le Canada comme plaque tournante pour ses activités diplomatiques dans l'ensemble de l'Asie. Cependant, la création de cette légation a eu beaucoup à faire avec le sentiment anti-asiatique dans la province canadienne de Colombie-Britannique pendant la première moitié du XXe siècle.
Le premier ministre canadien William Lyon Mackenzie King était pressé d'endiguer l'immigration japonaise au Canada, il a déclaré « notre seul moyen efficace de traiter la question japonaise est d'avoir notre propre ministre au Japon pour les passeports et les visas. » Pour le contexte, il convient de noter que le consulat du Japon à Vancouver a été ouvert en 1889, 40 ans avant son ambassade à Ottawa en 1929. Le premier des ministres japonais au Canada était le prince Iemasa Tokugawa, de 1929 à 1934. Le premier des ministres canadiens au Japon était Sir Herbert Meredith Marler, de 1929 à 1936.

### Seconde Guerre mondiale
Les liens diplomatiques ont été rompus en 1941 avec le début de la Guerre du Pacifique. Le Canada a alors interné les Nippo-canadiens après le vote de la Loi des mesures de guerre pour la sécurité « nationale ». Les Nippo-Canadiens ont vu plusieurs de leurs droits retirées, dont le droit de travailler dans certains métiers et le droit à la propriété.
La seule bataille directe entre les deux pays fut la bataille de Hong Kong, huit heures après l'attaque de Pearl Harbor. L'affrontement a donnait lieu à l'occupation japonaise de Hong Kong.

### Après-guerre
Les représentants canadiens sont revenus à Tokyo en 1946 à la suite de la capitulation inconditionnelle du Japon aux forces alliées après les bombardements atomiques de Hiroshima et Nagasaki. Le Japon a également ouvert un bureau diplomatique à Ottawa en 1951 pour préparer la future reprise des relations diplomatiques. La pleine restauration des relations entre le Canada et le Japon a accompagné le Traité de paix de San Francisco en 1952.
La légation canadienne à Tokyo est devenue une ambassade et Robert Mayhew, le premier ambassadeur canadien au Japon après la Seconde Guerre mondiale. Le Japon a également établi une ambassade à Ottawa avec Iguchi Sadao comme premier ambassadeur japonais au Canada.
Le Canada a agi de diverses manières pour aider la ré-entrée du Japon dans la communauté internationale. Ce fut grâce au Canada que le Japon fut admis à la conférence du plan de Colombo qui s'est tenue à Ottawa en 1954, la même année où un accord bilatéral pour le commerce a été scellé. Le Canada a appuyé l'inclusion du Japon dans l'Accord général sur les tarifs douaniers et le commerce (GATT) ; et quand le Japon est entré au GATT, le Canada fut l'un des seuls pays qui lui a accordé le statut de nation-très-favorisée.
Le Japon a reçu le soutien du Canada quand il est entré aux Nations unies en 1956. De même, le Canada a beaucoup soutenu l'admission du Japon à l'Organisation de coopération et de développement économiques (OCDE) en 1963.
L'événement le plus remarquable symbolisant la reprise des relations fut la visite du prince Akihito (l'empereur actuel) au Canada en 1953. L'année suivante, le premier ministre Louis St-Laurent et le premier ministre Shigeru Yoshida ont échangé des visites.
Depuis les années 50, le Japon et le Canada ont signé un certain nombre d'accords bilatéraux au sujet de la pêche, du commerce, de l'aviation, des services postaux, de l'énergie atomique, et de la culture. Il y a eu beaucoup de visites des premiers ministres, aussi bien japonais et canadiens. Après les années 60, les premiers ministres Nobusuke Kishi, Hayato Ikeda, Kakuei Tanaka, Masayoshi Ohira, Zenko Suzuki, Yasuhiro Nakasone, Noboru Takeshita, Toshiki Kaifu, Tomiichi Murayama, Ryutaro Hashimoto, Keizo Obuchi, Yoshiro Mori et Jun'ichiro Koizumi ont visité le Canada. Les premiers ministres canadiens John Diefenbaker, Pierre Trudeau, Joe Clark, Brian Mulroney, Kim Campbell, Jean Chrétien, et Paul Martin ont visité le Japon. 
Au cours de cette période, le premier ministre Mulroney a présenté des excuses à la Chambre des communes du Canada pour le traitement injuste des Nippo-Canadiens pendant la deuxième guerre mondiale. En réponse à l'internement, le premier ministre Mulroney et le président de l'association nationale des Nippo-Canadiens ont signé un accord de réparation visant à régler les dernières questions historiques en 1988.
En 2008, le premier ministre Harper a été reçu au palais impérial de Tokyo, marquant le 80e anniversaire du début des relations diplomatiques officielles entre le Canada et le Japon. En juillet 2009, l'empereur Akihito et l'impératrice Michiko ont fait une visite d'État au Canada.

## Commerce
En 2006, le Japon était la troisième destination des exportations canadiennes (2,1 %) et la quatrième source des importations (3,9 %). Les principales exportations du Japon concernent les automobiles.

## Migration
L'émigration japonaise vers le Canada a commencé dans les années 1800 et fut très forte jusqu'à ce que des restrictions soient mises en place à la fin du siècle. Japantown à Vancouver était autrefois un centre de la vie nippo-canadienne, bien que ces dernières années, la communauté japonaise ne soit plus basée dans ce secteur.